# Oxenfree
Oxenfree es un videojuego de aventura gráfica de misterio y sobrenatural, desarrollado y publicado por Night School Studio. Fue lanzado para Microsoft Windows, OS X y Xbox One en enero del 2016. Más tarde ese mismo año, se expandió hacia PlayStation 4 y Linux. En el 2017 se estrenó en iOS, Android y Nintendo Switch. En Oxenfree, los jugadores toman el rol de una chica adolescente llamada Álex durante un paseo de fin de semana a una isla. Al llegar ahí, comienzan a ocurrir eventos sobrenaturales, por lo tanto, Álex y sus amigos deberán descubrir los secretos de ese lugar. 
Oxenfree es el primer videojuego desarrollado por Night School Studio. Fue influenciado por películas clásicas de adolescentes y series sobre crecimiento físico/psicológico de los protagonistas. Los desarrolladores querían hacer un videojuego enfocado en la trama sin poner cinemáticas, permitiendo que el jugador pudiera moverse libremente en su entorno. La presentación visual del videojuego une características oscuras, orgánicas y elementos análogos con efectos digitales y distorsionados. El músico Andrew Rohrmann, alias scntfc, compuso la banda sonora del videojuego, el cual cuenta con una técnica de producción digital de música junto con herramientas retro cómo grabadoras de casetes. 
El lanzamiento de Oxenfree fue acompañado por un documental sobre el desarrollo del juego, un juego de realidad alternativa y una edición de colección. El videojuego recibió críticas positivas el día de lanzamiento. Los críticos aplaudieron la presentación y personajes, sin embargo, hubo aquellas personas que quedaron poco satisfechas con la entrega. Se le nominó a varios premios incluyendo el de "Mejor Narración" durante el The Game Awards de 2016.  

## Jugabilidad
Oxenfree es un videojuego de aventura gráfica jugado desde la perspectiva 2.5D, con personajes 3D recorriendo un espacio en 2D. El jugador controla a Álex, una adolescente que visita una isla conocida junto con sus amigos. Después de que accidentalmente desencadenaran una fuerza paranormal en la isla, Álex y su grupo de amigos tendrán que hallar el origen de esa fuerza y cómo detenerla.
La jugabilidad de Oxenfree se basa en la mecánica del "walk and talk": en lugar de que el diálogo entre personajes ocurra en escenas intermedias, globos con frases aparecerán sobre la cabeza de la protagonista dando al jugador una serie de opciones (2-3 globos) a elegir. Al mismo tiempo, Álex puede moverse libremente y recorrer otras áreas del videojuego. Los jugadores pueden escoger diferentes opciones de diálogo mientras se lleva a cabo una conversación entre personajes, se puede optar por esperar a que los demás terminen de platicar, interrumpirlos o mantenerse en silencio. En algunas ocasiones entre conversaciones aparece una burbuja de pensamiento con la cara de la protagonista dentro, señalando que la elección del jugador tuvo un efecto sobre la relación que hay entre el/ella o los personajes.
Los objetos con los cuales Álex puede interctuar están resaltados con un pequeño círculo a su lado. Los acertijos que el videojuego ofrece pueden ser resueltos usando el radio portátil de Álex; se necesita sintonizar la frecuencia correcta, ya sea, para desbloquear puertas o comunicarte con fantasmas. También pueden resolverse si se gira el magnetófono a la velocidad correcta. Oxenfree no tiene ninguna condición que conduzca al jugador a la pantalla de "Game over"; las elecciones del jugador y la relación que sostiene con cada personaje determina cómo terminará el videojuego.

## Argumento
Álex (Erin Yvette), una adolescente, se sube al último ferry que sale hacia la isla ficticia de Edwards para una fiesta de fin de semana. La acompaña Ren (Aaron Kuban), su amigo fanático de la marihuana, y Jonas (Gavin Hammon), su nuevo hermanastro. En la isla, Álex y compañía se reúnen con Clarissa (Avital Ash), exnovía de Michael, el difunto hermano de Álex, y Nona (Brittani Johnson), la mejor amiga de Clarissa y amor platónico de Ren. Ren explica que la isla antes era una base militar; y, Clarissa revela que la única residente permanente, Maggie Adler, murió recentemente. Después de haber jugado una partida provocativa de "verdad o bofetada" en la playa, Álex, Ren y Jonas deciden explorar las cuevas cercanas donde corre el rumor de que ciertas frecuencias de radio causan eventos sobrenaturales. Dentro de una caverna, Álex prende el radio y busca una frecuencia cuando inesperadamente abre una grieta temporal. Álex se comunica con un grupo de entes sin cuerpos y sorpresivamente los adolescentes son transportados brevemente debajo del agua. Jonas y Álex despiertan frente a la torre de comunicación, sin saber el paradero de los demás. Ambos suben y entran a la torre con esperanzas de contactar a alguien para pedir ayuda; no obstante, Ren llama avisando que se encuentra en un bosque, mientras Clarissa marca de un fuerte militar fuera de servicio en la isla.
En el bosque, Jonas y Álex experimentan eventos sobrenaturales. Por ejemplo, Álex habla con un reflejo de ella misma en el agua, hay objetos que se mueven por su cuenta y el tiempo parece ir regresando una y otra vez. El tiempo vuelve a la normalidad cuando Álex ajusta un magnetófono con una cinta de carrete. Álex puede recordar todos los momentos en los que el tiempo se repite, mientras que Jonas solo recuerda pedazos y sufre de un dolor de cabeza que va aumentando. Se encuentran con Nona, quien declara haber visto una versión alterna de Álex y Jonas le dice a Nona que vaya hacia la torre de comunicaciones. Álex y Jonas encuentran a Ren, pero después de que sucede otro bucle de tiempo, ven que es poseído por un "fantasma". Tras usar el radio, Álex crea otra grieta temporal liberando a Ren y las voces que lo poseían, posteriormente Jonas le indica a Ren que se diriga hacia la torre de comunicaciones. 
En la fortaleza militar, el reflejo de Álex habla con ella nuevamente por un espejo. También, persiguen versiones de Clarissa alrededor de la fortaleza hasta que llegan a un salón de clases. Al entrar, varios fantasmas comienzan a hacerles un juego de preguntas y Jonas es poseído por uno de estos fantasmas, que explica ser un "nativo de la isla". El fantasma que dirige el juego de preguntas cuenta que fue víctima del hundimiento del USS Kanaloa, un submarino que se creía perdido en el mar durante la Segunda Guerra Mundial. Al terminar el juego de preguntas, Álex usa su radio para liberar a Jonas. Se logran encontrar con Clarissa, pero el bucle de tiempo los manda a ella saltando de una ventana hacia su muerte y, al caer, su cuerpo desaparece. Nona, Álex, Jonas y Ren se reagrupan en la torre de comnicaciones. Sin poder establecer una transmisión de radio más allá de la isla, Ren sugiere buscar la llave para entrar a la finca de Maggie Adler, donde guardaba un bote. Cuando intentan conseguir la llave para entrar a la finca de Adler, Álex puede encontrarse con una versión de Clarissa poseída en el pueblo. Clarissa muestra enojo y tristeza mientras está poseída, sin embargo, no sabe si estos sentimientos son de ella o del ente que la posee. Otra grieta temporal se abre y lleva a Álex cuando juega "Verdad o bofetada" con sus amigos en la playa. Clarissa pide a Álex que se haga responsable de lo que está sucediendo y de la muerte de su hermano (Michael), y luego desaparece. Recuperan el "WAL" (un radio que abre cerraduras por medio de ondas de frecuencia)  que se hallaba en la oficina del pueblo, que puede usarse para abrir puertas en la isla que antes eran inaccesibles. Antes de reunirse con el grupo e ir a la casa de Adler, Álex recuerda un día en el pasado donde estaba con su hermano Michael y Clarissa en la playa.  
El grupo se dirige hacia la finca de Adler y se reúnen con una poco acogedora, pero no poseída, Clarissa. Proceden a buscar en la casa las llaves del bote. Conversaciones y cartas tiradas que dejó atrás Maggie Adler revelan que ella malinterpretó mensajes provenientes del Kanaloa pensando que eran transimisiones enemigas, y que el submarino fue hundido por fuego aliado. No habían matado a la tripulación, más bien, fueron transportados a otra dimensión gracias al reactor nuclear experimental que se encontraba debajo del agua. Adler y su amiga Anna intentaron comunicarse con la tripulación del Kanaloa vía radio, pero Anna fue absorbida por una grieta en el espacio. Justo antes de que el grupo de amigos se fueran de la finca, el tiempo se distorsiona y la Clarissa poseída confronta a Álex en un juego mientras que Ren, Jonas y Nona quedaron inconscientes. La tripulación del Kanaloa tenía intenciones de poseer los cuerpos de Álex y sus amigos con el fin de escapar de la otra dimensión, manteniéndolos en la isla por suficiente tiempo para que las posesiones fueran exitosas.
Álex y compañía descubren que Maggie Adler tenía un plan para tratar con las grietas temporales: poniendo la frecuencia correcta del radio en el otro lado de las grietas temporales. Álex y Jonas se dirigen al puesto de observación para abrir un refugio antiaéreo y así encontrar otro camino hacia la cueva. Álex comienza a tener visiones repetitivas donde habla con Michael y ve que algo está lastimando a sus amigos, a lo cual Jonas perisiste en explicar que fue una posesión fantasma. Un fantasma posee a Jonas e intenta negociar con Álex, ofreciéndole perdonarles la vida al grupo si dejan a Clarissa en la isla. Antes de entrar a la cueva, Álex logra arreglar el magnetófono disponible fuera de la grieta temporal, permitiendo que Jonas pudiera hablar con su difunta madre. Dentro de las cuevas, Álex sintoniza el radio en la grita y este la manda a la otra dimensión. Al encontrarse con Clarissa poseída, el fantasma que la posee le advierte a Álex que morirá si la grita se cierra, y que los fantasmas se quedarán con Clarissa si Álex decide escapar por la grita. Álex puede escoger entre escapar, borrando a Clarissa de la faz de la tierra; cerrar la grita ella misma y quedarsé atrapada junto con los fantasmas; o, si Álex encontró suficientes cartas de Maggie Adler, puede converncer a la tripulación para dejar que Clarissa y ella se vayan. El reflejo de Álex que se observa a lo largo del juego, revela que es Álex del futuro. Luego de todo, Álex regresa al tiempo donde está teniendo una conversación con Michael, quien admite que Clarissa y él planean salirse del pueblo, y le preguntan a Álex por un consejo; después de esto, el tiempo regresa a la normalidad.
Independientemente de la elección que el jugador hace, Álex despierta junto con Jonas, Nona, Clarisa y Ren en un ferry de regreso a casa; Jonas le dice que lo que sea que haya hecho, arregló la grieta temporal y todo regresó a la normalidad. Todos los personajes revelan que por poco tiempo, revivieron momentos del pasado. Luego, todos juran no decirle a nadie sobre lo que les sucedió. Nona saca una última foto grupal. 

### Finales
En el epílogo, Álex revela el destino de los personajes, con la foto grupal de Nona mostrada y los finales dependiendo de las elecciones que se tomaron a lo largo del juego: 
- La amistad de Clarissa, Álex y Michael puede preservarse o destruirse, o puede que Clarissa sea sacríficada a la grieta temporal sin que nadie la recuerde excepto por Álex. Si ella se salva puede que se salga de la escuela o continue con sus estudios.
- Ren saldrá o no con Nona, dependiendo de las acciones de Álex.
- Nona irá a la escuela de ballet, y puede que mantenga una relación a larga distancia con Ren.
- La relación de Jonas con Álex puede preservarse o destruirse.
- Álex puede revivir a Michael si lo anima a no mudarse en el bucle del tiempo. Si eso sucede, Jonas y Álex dejarán de ser hermanastros. Las decisiones del jugador pueden mantener o desintegrar la relación de Michael y Clarissa.

Álex también explica sus planes a futuro; puede que ella vaya a la Universidad, ya sea dentro o fuera de su ciudad natal, o tomarse un tiempo de descanso. Después de eso, la pantalla parpadeara y Álex dirá que ira a ver a Clarissa, Ren y Nona para ir hacia la isla de Edward, y que recogerá a Jonas, a quien nunca a conocido, revelando que el tiempo continua repitiendosé. 
Si el jugador comienza otra partida en el mismo usuario (Game+), Álex tendrá la oportunidad de mandarsé así misma un mensaje desde la isla. Después del epílogo, una nueva escena se mostrará con Álex, Jonas y Ren en el súpermercado esperando a comprar cervezas antes de ir al ferry. Al sintonizar el radio, Álex recibe un mensaje de su ella del futuro. Dependiendo del mensaje enviado y de como actúe el jugador, Álex, Jonas y Ren pueden decidir no ir a la isla, evitando que el tiempo siga repitiendosé.

## Desarrollo

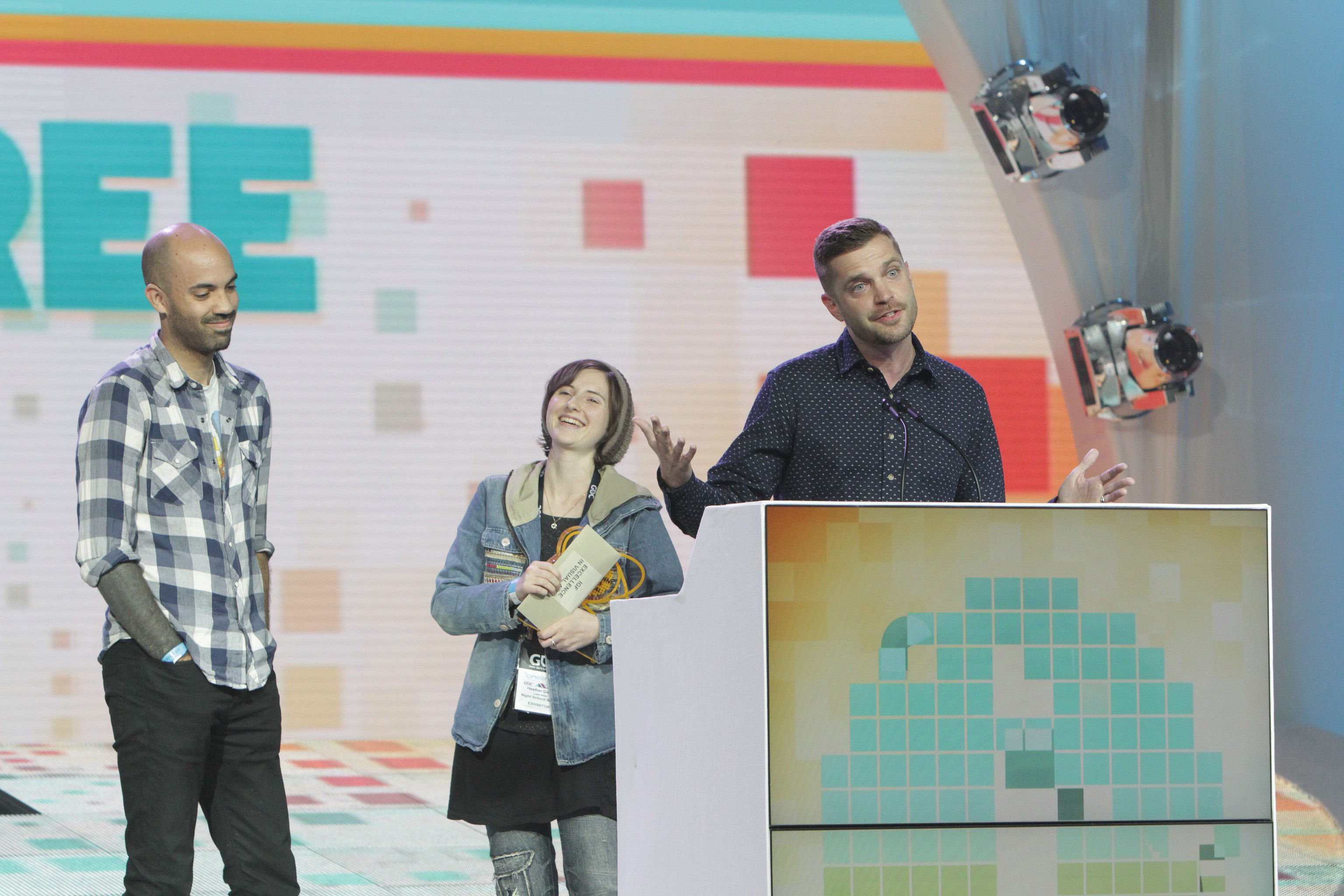
Los miembros del estudio Night School Adam Hines, Heather Gross y Sean Krankel en el Independent Games Festival 2016

Los primos Sean Krankel y Adam Hines fundaron Night School Studio en 2014, al haber querido colaborar para hacer un videojuego juntos. Hines trabajó en Telltale Games en videojuegos enfocados en la narraitva como The Wolf Among Us, mientras que Krankel anteriormente conoció o trabajó con varios miembros de Night School en Disney. Hines y Krankel estaban intersados en crear un videojuego que contará su historia de manera única.
Krankel y Hines vieron otros videojuegos que también se enfocaban en historia y sintieron que eran historias o muy lineales impulsadas por partes de un todo, o ramificaciones de las historias contadas en cinemáticas que fueron influenciadas por los jugadores. Krankel recuerda, «Pensamos, ¿Por qué no dejar que te muevas libremente mientras estás comunicandote, interactuando y explorando una narrativa que se va ramificando?». Añade, «Lo primero que queríamos hacer es crear un videojuego donde la comunicación sea una mecánica clave, pero que la gente tuviera más libertad que la que tienen con los demás videojuegos de narrativa. En esencia, queríamos nunca tener una cinemática en el videojuego, que te pudieras caminar y moverte libremente, comunicarte con tus amigos e incluso otros entes y otro tipo de cosas extrañas». En lugar de desarrollar las mecánicas del videojuego y pegar una historia a ellas, Night School se enfocó en crear mecánicas que aportarán a la narrativa que querían contar. Debido a que Night School era un equipo pequeño, Hines y Krankel tenían que hallar la manera de crear un buen alcance en el videojuego y que fuera posible de manejar. Esto significó asegurarse de hacer que las ramificaciones de diálogos no fueran muy extensas.
En el desarrollo de la historia, Krankel y Hines primero se fijaron a las influencias y otros medios que los inspiraron. Querían crear una narrativa que tuviera elementos sobrenaturales y espantosos, sin acercarse al horror. Krankel declaró, «Quisimos crear algo un poco más [...] "Spielbergiano", y darle la sensación de fantasía para tenerlos, por un rato, solo interactuando con estas criaturas sobrenaturales hasta el punto donde haya un poco de diversión, y ojalá, llegar a sentir las mariposas en el estómago antes de que se ponga muy loco». Los desarrolladores fueron influenciados por otras historias de crecimiento del protagonista como Cuenta conmigo al desarrollar los personajes y la narrativa; Krankel menciona que el personaje de Lindsay Weir de Freaks and Geeks es su mayor inspiración externa para Álex.
Night School hicieron un casting para conseguir actores de voz, en la revista Backstage. El equipo produjo subtítulos temporales en el videojuego antes de que los actores fueran elegidos y que los diálogos sean grabados. El ingeniero en jefe, Bryant Cannon menciona que sin las voces no estaba seguro de que el videojuego fuera divertido; una vez que las voces se agregaron, se podía ver como los personajes mantenían una conversación real. Hines dirigió las sesiones para grabar, permitiéndole cambiar los diálogos en el instante si sentía que el material no funcionaba cuando los actores lo decían. Todos los actores grabaron sus diálogos por separado, con las conversaciones siendo editadas todas juntas en posproducción.
Oxenfree fue desarrollado primordialmente utilizando el motor de videojuegos Unity, Adobe Photoshop, y Autodesk Maya. Las ilustraciones del videojuego fueron hechas por Heather Gross. La necesidad que tenía el equipo de mostrar varios personajes, globos de diálogo, y lugares por explorar en el mundo de forma simultánea influenció directamente la distancia de la cámara en cuanto al personaje del jugador y la vista 2D.  Trabajando bajo estos requerimientos, Gross creó fondos pictóricos con paralaje. Los elementos orgánicos y oscuros del fondo fueron diseñados en contraste con los elementos sobrenaturales, que son brillosos y tienen formas geométricas. La animación única, ilustraciones y efectos que requerían para el argumentos principal del videojuego terminaron tomando más tiempo de lo que Hines y Krankel esperaban, pero vieron que ayudó a organizar mejor la narrativa durante el proceso.

### Audio
Inicialmente Night School Studio no sabía exactamente como querían que sonara la música en Oxefree. El compositor de música y diseñador de sonidos, Andrew Rohrmann, conocido por su alias scntfc, compuso la música y diseñó el sonido del videojuego; Krankel conocía a Rohrmann por medio del amigo de un amigo y no sabía de la experiencia que Andrew tiene en la música de videojuegos. Hines mencionó que le dieron a Rohrmann sugerencias "aleatorias" incluyendo  "John Carpenter se cruza con Boards of Canada", pero se impresionaron con la música que consiguieron.
Krankel dijo que el objetivo era que la música se sintiera digital y análoga al mismo tiempo, «para que sea nostálgica sin que esté inspirada en una época específica». Rohrmann junto técnicas digitales para grabar y complementos análogos reproduciendo sonidos en viejos casetes y cintas de carrete. El radio de onda corta que Álex usa en el juego se creó grabando sonidos por medio de un set de radio proveniente de la Segunda Guerra Mundial. Gran parte de la música no se pensó para escenas en específico, sino para ciertos estados de ánimo; Rohrmann estimó que el 90% de sus canciones en el videojuego completo eran idénticas a la versión original de su demo. La banda sonora se presentó al público el 15 de enero de 2016 para acompañar al videojuego. Posteriormente saldría una edición de vinilo el 25 de mayo del mismo año.

## Promoción y lanzamiento
Night School sacó un teaser para el videojuego el 1 de marzo de 2015. El videojuego fue anunciado 4 días después en el Game Developers Conference de 2015. El anuncio de lanzamiento para enero de 2016 en octubre de 2015 coincidió con un segundo teaser del videojuego. Después del lanzamiento, Skybound Entertainment se acercó a Night School para ayudar con el desarrollo de medios de publicación adicionales para el videojuego. En enero de 2016, Skybound sacó varios episodios como parte de su Creator Series acerca de la creación de Oxenfree, detallando en la narrativa, arte, mecánicas y la actuación de voz. El escritor Robert Kirkman está planeando ayudar a adaptar Oxenfree en una película y serie vía Skybound. Night School se asoció con iam8bit para crear una edición de colección del videojuego, el cual contaba con objetos como un casete con el demo de la banda de Ren, un mapa de la isla, un póster y un código para el videojuego.
La versión de PlayStation 4 fue anunciada el 27 de abril de 2017 con su lanzamiento el 31 de mayo de 2017. Esta versión del videojuego añadió el modo "New Game+"  así como ajustes específicos para la consola, cómo el uso del control DualShock 4 para ajustar el radio del videojuego. Una versión de iOS fue lanzada en la App Store de Apple el 16 de marzo de 2017.
El videojuego en sí también tiene un juego de realidad alternativa (ARG, por sus siglas en inglés) como contraparte. Dentro del videojuego hay frecuencias de radio que proveen de pistas a un número celular real. Este número de teléfono llevó a los jugadores a una cuenta de Twitter @xray9169363733. La cuenta publicó varios mensajes codificados que parecían llevar a una localización en el mundo real. El 7 de mayo de 2016, un youtuber, Jesse Cox, posteó un video similar al avance de PS4 de Oxenfree, pero con letras destacadas en rojo. Esto llevó a los jugadores a www.edwardsisland.com. Varios mensajes fueron hallados, pero el que más llamaba la atención fue "MILNER IS WARD", reafirmando que un objeto especial estaba escondido en Fort Ward, WA. El 11 de junio de 2016, algunos fanáticos que estaban jugando el ARG descubrieron que el objeto era una caja con cartas escritas por Álex que provenían de todas las líneas de tiempo del videojuego, y un reproductor de casetes con 2 casetes de música con canciones de la banda sonora del videojuego.

## Recepción
Oxenfree recibió críticas positivas, con cada versión del videojuego recibiendo reseñas "generalmente buenas" de acuerdo con Metacritic. Chris Kohler, parte de Wired, escribió que «Oxenfree demuestra una buena estrategia inteligente entre la relación del videojuego y el jugador» y que para ser el primer videojuego de Night School, fue un «debut auspicioso». Nic Rowen, de Destructoid, felicito el videojuego de haberse inspirado en viejas películas, pero siendo «de todo menos genérico»; «Crea su propio estilo y sensaciones, acercándose a algo muy querido y especial. Puede que sea el mejor videojuego de "horror" que he jugado en años» escribió Rowen. Una poco entusiasmada opinión fue ofrecida por Allegra Frank de Polygon, quien escribe que a pesar de ofrecer muchos atributos prometedores, «Termine Oxenfree boquiabierta, sintiéndome completamente insatisfecha».
La presentación audiovisual del videojuego fue considerado una fortaleza. Rowen le llama al estilo de acuarela del videojuego cómo algo "hermoso". Matt Buchholtz de Electronic Gaming Monthly contrastó favorablemente el estilo tradicional de Oxenfree con uno más común de pixeles retro de los videojuegos indie. Rowen, Buchholtz, y otros también destacaron el contraste entre el estilo de acuarela que guarda el ambiente y fondo a comparación de las formas y efectos digitales de los eventos paranormales. «La decisión que el estudio tomó al dividir por completo los estilos de arte entre el mundo normal y el místico es un éxito total» dijo Buchholtz.
Frank le dio crédito a Oxenfree al no depender en los diálogos «cliché y flojos de una "persona joven"»; los críticos también subrayaron que el diálogo tan natural de Oxenfree fue una fortaleza, mientras que Kallie Plagge, de IGN,  mencionó que el personaje de Ren tenía un diálogo muy "de cajón" y sin imaginación. William Hughes, de Games TM y The A.V. Club, dio felicitaciones al videojuego por entregar unos diálogos naturales que no tenían un solo juicio claro entre lo bueno y lo malo. Críticos como Tom Orry de VideoGamer.com dijeron que el guion en momentos falló en plasmar pánico o angustia real en los personajes durante situaciones importantes. Plagge destaca que a pesar de su esfuerzo, había opciones de diálogo, las cuales no se podían evitar, que afectaban las relaciones en el videojuego. Menciona además que «Es imperativo notar que no se puede "ganar" en situaciones sociales y mantener los puntos sobrenaturales de la trama de Oxenfree apegados a la realidad». Kimberley Wallace de Game Informer sintió que los resultados opacos eran, en ocasiones, un obstáculo; escribió que «algo se siente mal cuando un jugar piensa que está influenciando eventos hacia una dirección y que ocurra lo totalmente opuesto a eso». En contraste, Corriea aprecia el hecho de que ciertas elecciones en el diálogo no tuvieran efectos claros hasta más adelante en el videojuego, promoviendo otra partida para probar cada camino diferente.

### Premios
| Año  | Premio                                                | Categoría                                | Resultado | Ref           |
| ---- | ----------------------------------------------------- | ---------------------------------------- | --------- | ------------- |
| 2016 | Premios del Independent Games Festival de 2016        | Excelencia en el arte visual             | Ganador   | [ 45 ]        |
| 2016 | Unity Awards 2016                                     | Mejor experiencia visual 2D              | Nominado  | [ 46 ]        |
| 2016 | Golden Joystick Awards 2016                           | Mejor narración                          | Nominado  | [ 47 ]        |
| 2016 | Golden Joystick Awards 2016                           | Mejor videojuego indie                   | Nominado  | [ 47 ]        |
| 2016 | The Game Awards 2016                                  | Mejor narrativa                          | Nominado  | [ 48 ]        |
| 2017 | 20th Annual D.I.C.E. Awards                           | Logró sobresaliente en historia          | Nominado  | [ 49 ]        |
| 2017 | SXSW Gaming Awards                                    | Excelencia en narrativa                  | Nominado  | [ 50 ]        |
| 2017 | 13th British Academy Games Awards                     | Videojuego debut                         | Nominado  | [ 51 ]        |
| 2017 | 13th British Academy Games Awards                     | Narrativa                                | Nominado  | [ 51 ]        |
| 2018 | National Academy of Video Game Trade Reviewers Awards | Writing in a Comedy (iOS/Android/Switch) | Nominado  | [ 52 ] [ 53 ] |